# Clown in the Dumps
Clown in the Dumps (рус.  Клоун на свалке) — первый эпизод двадцать шестого сезона мультсериала «Симпсоны». Выпущен 28 сентября 2014 года в США на телеканале «FOX», а в России выпущен 1 апреля 2016 года на телеканале «2x2».

## Сюжет
Клоун Красти переживает очередной кризис своей карьеры. Красти отправляется на телешоу, где его жестко критикуют. По совету Барта решает попросить совета у своего отца. Однако отец Красти неожиданно умирает прямо в кресле за столом, так и не дав ответа. Симпсоны с ним прощаются. На похоронах отца Красти Лиза задумывается о шатком здоровье своего отца Гомера, поэтому она любыми пытается его защитить от различных видов ранений, увечий и смерти. Тем временем Барт помогает Красти восстановиться после ухода со сцены.

## Интересные факты
- То, что сказал Гомер — ложь. Так как конкурс красоты в Миннесоте иногда происходил, но мужчин туда не впускали. Их впускали только в качестве зрителей и на участие мужчин не допускали в Миннесоте.